# Most drogowy w Małkini
Most w Małkini – most drogowy przez rzekę Bug w Małkini, w ciągu drogi wojewódzkiej nr 627 w województwie mazowieckim.
Nowy most zastąpił stary i wysłużony most który zamknięto dla ruchu w połowie 2008 roku. Otwarcie starego mostu odbyło się 28 listopada 1971 roku przez ministra komunikacji Mieczyława Zajfryda. Most był obiektem inżynieryjnym na szlaku kolejowym Małkinia - Treblinka i odbudowany został po zniszczeniach w czasie działań wojennych. Do odbudowy mostu włączyły się wojska komunikacyjne jak i inni wykonawcy. Całość zadania obejmującego odbudowę trwała 7 miesięcy.
Na nowym moście o długości  400 metrów znajduje się jezdnia dwupasmowa i ciągi pieszo rowerowe. Most wybudowany został przez konsorcjum firm, którego liderem była hiszpańska firma Sando Budownictwo Polska Sp. z o.o. od kwietnia 2009 do października 2010 roku. Koszt realizacji inwestycji wyniósł 81,9 mln zł, z czego 65,8 mln zł współfinansowała Unia Europejska z Europejskiego Funduszu Rozwoju Regionalnego.
Najbliższe przeprawy mostowe przez Bug znajdują się w dół rzeki w Broku (w ciągu  DK 50) i w górę rzeki w Nurze (w ciągu DK 63).